# 최준호 (야구 선수)
최준호(2004년 6월 3일~)는 대한민국의 야구 선수로, 현재 두산 베어스에서 투수로 뛰고 있다. 북일고등학교 시절 팀의 에이스 역할을 하며 전국 규모 고교야구대회에서 우승을 경험했고, 2023년 신인 드래프트에서 두산의 지명을 받아 입단했다. 프로 첫 해에는 부상으로 인해 2군에 머물렀고, 2년차인 2024년에 1군에 데뷔하며 주로 대체 선발로 기용되었다.

## 아마추어 경력
최준호는 온양온천초등학교와 온양중학교를 졸업한 이후에 포항제철고등학교에 진학했다가 북일고등학교로 전학을 왔다. 북일고 2학년 때는 고교 리그에서 9경기에 출전해 18+2⁄3이닝 동안 1승 1패, 19탈삼진, 8실점, 평균자책점 3.79를 기록했다. 특히 제49회 봉황대기 전국고교야구대회에서는 2회전에 백송고등학교를 상대로 선발 등판해 3이닝을 무실점으로 틀어막으며 팀의 6회 콜드게임 노히트 노런 승리에 힘을 보탰지만, 이후 8강전에서 만난 강릉고등학교를 상대로 선발 등판한 경기에서는 2+2⁄3이닝 4실점으로 패전투수가 되었다.
고등학교 3학년 때인 2022년에는 고교리그에서 21경기에 출전해 54이닝 동안 3승 2패, 69탈삼진, 15실점(9자책점), 1.50의 평균자책점을 기록했다. 고교리그 성적에서는 제외됐지만, 제9회 전국 명문고 야구결전에서는 전주고등학교를 상대로 선발투수로 나서 4이닝 동안 무사사구 6탈삼진 무실점 피칭으로 팀의 8–2 승리를 이끌었다. 장충고등학교와 맞붙은 제1회 신세계 이마트배 전국고교야구대회 결승전에서는 팀의 마지막 투수로 나와 4+1⁄3이닝 동안 전혀 출루를 허용하지 않는 퍼펙트 피칭을 펼치면서 팀의 8–3 승리를 이끌었으며, 이는 천안북일고의 10년 만의 전국 규모 고교야구대회 우승이기도 했다. 제76회 황금사자기 전국고교야구대회에서는 4경기에 출전해 6+1⁄3이닝 동안 9탈삼진 무실점을 기록했다. 제50회 봉황대기 전국고교야구대회 1회전에서는 율곡고등학교를 상대로 5이닝 무실점 노히트 피칭을 펼치며 팀의 7–0, 8회 콜드게임 승리를 이끌었다. 그해 9월 15일 실시된 KBO 리그 신인 드래프트에서 최준호는 1라운드 전체 9순위로 두산 베어스의 지명을 받았고, 김태룡 두산 단장은 "북일고 감독이 훌륭한 투수 출신 이상군이고, 훌륭한 강병원 코치 밑에서 좋은 투수가 나올 것이라 생각했다. 그래서 미래를 보고 원석을 뽑았다."라고 지명 이유를 밝혔다. 이후 두산 구단과 계약금 2억 원에 계약을 마무리했다.

## 프로 경력

### 2023년
최준호는 두산 베어스 입단 후 실시된 메디컬 테스트에서 우측 팔꿈치 피로 골절이 발견되어 피칭을 하지 않고 대신 재활과 치료를 병행했다. 4월 말부터 불펜 피칭을 시작하는 등 단계적으로 컨디션을 끌어올렸고, 5월 25일 퓨처스리그 고양 히어로즈전에 선발 등판해 2이닝 2피안타(1홈런) 2탈삼진 3사사구 2실점을 기록했다. 6월 3일 SSG 퓨처스필드에서 열린 SSG 랜더스와의 경기에서는 선발투수로 4이닝을 소화하며 무피안타 4볼넷 8탈삼진을 기록했다. 이해 퓨처스리그에서만 8경기에 등판해 28+2⁄3이닝 동안 2승 1패, 평균자책점 4.40을 기록했으며, 2군 경기가 마무리된 후에는 일본 미야자키에서 열리는 피닉스 교육리그에 참가해 도호쿠 라쿠텐 골든이글스를 상대로 6이닝 2피안타 5탈삼진 1볼넷 무실점을 기록하며 승리를 챙기기도 했다.

### 2024년
최준호는 4월 17일 대구 삼성전에서 프로 데뷔전을 가졌는데, 선발투수로 나선 김호준에 이어 두 번째 투수로 등판해 4+1⁄3이닝 동안 구자욱, 데이비드 맥키넌, 이성규에게 홈런을 허용하는 등 4실점했다. 4월 23일 NC 다이노스와의 홈경기에서는 데뷔 첫 선발 등판에 나섰는데, 5이닝 동안 67구를 던지며 2피안타(1피홈런) 1사사구 6탈삼진 1실점을 기록했으며 승리를 거두지는 못했다. 다시 선발 등판 기회를 얻은 4월 28일 대전 한화전에서는 1+2⁄3이닝 4피안타 4사사구 2탈삼진 5실점(2자책점)으로 부진했다. 5월 12일 잠실에서 열린 kt와의 더블헤더 1차전에서는 6이닝 4피안타(2홈런) 1볼넷 6탈삼진 2실점으로 퀄리티 스타트 투구를 선보이며 1군 등판 5경기 만에 프로 데뷔 첫 승리를 따냈다. 5월 23일 잠실 SSG전에서는 5이닝 5피안타 2실점하며 시즌 2승째를 챙겼다. 이후 4이닝 4실점으로 패전 투수가 된 6월 9일 경기까지 포함해 시즌 10경기(9선발)에 출전해 45이닝을 소화하며 2승 2패, 평균자책점 4.20을 기록했으며, 다음날인 10일 휴식을 위해 1군에서 말소되었다. 하지만 1군에 복귀 후 6월 21일 대구 삼성전에서 4+2⁄3이닝 5피안타 6실점, 같은 달 27일 대전 한화전에서 4이닝 6피안타 8실점을 기록하는 등 부진이 이어졌고, 28일에 다시 1군에서 말소되었다.
시즌 후반기 들어서 첫 등판이었던 7월 17일 울산 롯데전에서는 선발투수로 등판해 6이닝 1피안타 2볼넷 5탈삼진 무실점으로 두 달만에 다시 퀄리티 스타트 피칭을 선보였으나, 승리는 거두지 못했다. 7월 23일 잠실 키움전에서도 선발 등판해 5이닝 3피안타 2사사구 6탈삼진 3실점을 기록하며 시즌 3승째를 챙겼다. 그러나 선발로 출전한 8월 3일 잠실 키움전에서 3회초 2사에 1루 베이스 커버에 들어가는 과정에서 좌측 발목을 접질리는 부상을 입어 교체되었고, 이후 검진 결과 왼쪽 발목 인대 부분 파열 진단을 받았다. 이후 팀의 시즌 마지막 경기가 치러진 9월 28일에 1군에 복귀해 NC를 상대로 경기 중간에 등판했으나, 아웃카운트를 잡지 못하고 안타와 볼넷을 내준 뒤에 마운드를 내려갔다. 시즌이 마무리된 후에는 10월 일본 미야자키에서 열리는 피닉스 교육리그에 참가하는 두산 선수단에 포함되었다.

### 2025년
시즌이 시작되기 전 진행된 스프링캠프에서 최준호는 김민규, 김유성, 최원준 등과 함께 팀의 5선발 후보 중 한 명으로 거론되었다. 이후 정규 시즌 개막 엔트리에 이름을 올렸지만, 3월 26일 경기에 앞서 1군에서 말소되었다가 이후 4월 13일에 다시 1군에 등록되었다. 4월 23일 고척 키움전에서는 선발투수로 나선 김유성이 야시엘 푸이그와 벤치 클리어링을 촉발시키는 등 불안한 제구를 보였고, 이후 구원 등판한 최준호가 무실점 투구로 승리를 따낸 데 이어 다음날 김유성이 2군으로 내려가면서 대체 선발 자원으로 나서게 되었다.

## 통산 기록
| 연도 | 팀명  | 평균자책점 | 경기 | 완투 | 완봉 | 승 | 패 | 세 | 홀 | 승률  | 타자 | 이닝 | 피안타 | 피홈런 | 볼넷 | 사구 | 탈삼진 | 실점 | 자책점 |
| ---- | ----- | ---------- | ---- | ---- | ---- | -- | -- | -- | -- | ----- | ---- | ---- | ------ | ------ | ---- | ---- | ------ | ---- | ------ |
| 2024 | 두산  | 5.10       | 0    | 0    | 0    | 3  | 6  | 0  | 0  | 0.333 | 314  | 72⅓  | 69     | 11     | 30   | 4    | 58     | 44   | 41     |
| 통산 | 1시즌 | 5.10       | 0    | 0    | 0    | 3  | 6  | 0  | 0  | 0.333 | 314  | 72⅓  | 69     | 11     | 30   | 4    | 58     | 44   | 41     |